# Telekom Srbija
Telekom Srbija или Телеком Србија, полное название Preduzeće za telekomunikacije Telekom Srbija a.d. Beograd (серб. Предприятие по телекоммуникациям Телеком Сербия АО Белград) — сербская телекоммуникационная компания, предлагающая услуги в сфере проводной и беспроводной (мобильной) телефонной связи и доступа в Интернет на территории Сербии, Боснии и Герцеговины, Черногории и Австрии. Штаб расположен в Белграде. Идентификационный налоговый номер: 100002887.

## История
Компания была образована в 1997 году как акционерное общество «Телеком Србија» после реструктуризации Почты Сербии и преобразовании её в холдинг. Компания продала 49 % своего акционерного капитала за 1,568 млрд немецких марок: владельцами компании на тот момент были PTT Traffic Serbia (51 %), Telecom Italia (29 %) и OTE (20 %). В 2003 году PTT приобрела долю компании «Telecom Italia» и увеличила свою до 80 %. С 2007 года компания «Телеком Србија» предлагает свои услуги в Боснии и Герцеговине и Черногории.
В 2012 году греческий оператор связи OTE отказался от своей доли в «Телеком Србија» и продал её за 380 миллионов евро. 3 мая того же года Правительство Сербии перевело 6,94 % акций текущим и бывшим сотрудникам «Телеком Србија», а также 14,95 % акций гражданам Сербии. 6 января 2015 года «Телеком Србија» приобрела 55,8 % акций банка «Дунав» и стала владельцем контрольного пакета акций.

## Владельцы
По состоянию на 3 мая 2012 года владельцами долей компании были:
- Правительство Сербии (58.11 %)
- Telekom Srbija a.d. (20 %)
- Граждане Сербии (14.95 %)
- Бывшие и нынешние сотрудники Telekom Srbija a.d. (6.94 %)

## Предлагаемые услуги

### Телефонная связь
Оператором мобильной связи является компания «mts» (Mobilna Telefonija Srbije), основанная в июне 1997 года. Компания предлагает широкий спектр услуг частным лицам и бизнес-клиентам, в том числе и услуги 3G-связи, представленные в конце 2006 года. До 2010 года «Телеком Србија» обладала монополией на услуги и фиксированной телефонной связи, пока компания Telenor Serbia не стала вторым оператором подобной связи. По данным на 2013 год, в стране насчитывалось 3031779 абонентов, степень оцифровывания выделенной телефонной связи составляла 99,69 %.
Телефонные номера Telekom Srbija в сети GSM начинаются с цифр 064 (международный: +381 64), 065 (международный +381 65) и 066 (международный +381 66).

### Интернет
Доступ в Интернет осуществляется благодаря иностранным провайдерам: C&W-USA и SEA-BONE-Italy. Самой компанией был основан информационный портал Mondo.rs, предоставляющий новости о политике, бизнесе, культуре, спорте и интервью из Сербии и со всего мира.

### Телевидение
«Телеком Србија» владеет кабельными телеканалами Arena Sport 1, 2, 3 и 4 — это сеть спортивных телеканалов, вещающих на территории почти всех югославских республик, кроме Словении.

## Зоны обслуживания

### Босния и Герцеговина
Компании принадлежит контрольный пакет акций (65 %) родственного предприятия «Телеком Српске», работающего преимущественно в Боснии и Герцеговине и, в частности, в Республике Сербской. Пакет был приобретён за 646 миллионов евро в 2006 году, что превысило масштабы сделки с Telekom Austria в 467 миллион евро. Также «Телеком Србија» обеспечивает показ кабельных телеканалов Arena Sport 1, 2, 3 и 4.

### Черногория
«Телеком Србија» начал деятельность в стране 16 июля 2007 года после приобретения лицензии третьего мобильного оператора в качестве части консорциума с компанией Ogalar B.V. Консорциум потребовал 16 миллионов евро за лицензию. Название дочернего предприятия — m: tel, 51 % его акций принадлежит компании «Телеком Србија». Она же обеспечивает показ кабельных телеканалов Arena Sport 1, 2, 3 и 4.